# Эммерих, Роланд
Ро́ланд Э́ммерих (нем. Roland Emmerich, род. 10 ноября 1955) — американский кинорежиссёр немецкого происхождения. Прославился фантастическими фильмами, такими как «День независимости», «Звёздные врата», «Годзилла», «Универсальный солдат», «Послезавтра», «2012» и другие. Многие работы Эммериха отличаются масштабными сценами взрывов, разрушений и катастроф. Его фильмы заработали более 3 миллиардов долларов в прокате.

## Биография

### Ранние годы
Роланд Эммерих родился 10 ноября 1955 года в Штутгарте (Германия) в семье богатых предпринимателей, владельцев фирмы Solo Kleinmotoren. Его отец участвовал во Второй мировой войне в составе Вермахта, однако, по словам Эммериха, не был нацистом и впоследствии осуждал Гитлера. Окончив гимназию, он поступил в мюнхенскую Школу кино и телевидения, где начал изучать кинорежиссуру.

### Начало карьеры
В 24 года, будучи студентом, Эммерих снял свой дебютный фильм — черно-белую короткометражку «Француз». В 1984 году выпускная работа Эммериха — научно-фантастическая картина «Бегство во Вселенную» (нем. Das Arche Noah Prinzip — «Принцип Ноева ковчега») — стала самым высокобюджетным студенческим фильмом в истории кинематографа, на неё было истрачено более 1 млн немецких марок. Фильм открывал конкурсный показ Берлинского кинофестиваля 1984 года и назывался в числе претендентов на главный приз фестиваля — «Золотого медведя». Успех дебютного фильма Эммериха, права на который купили кинопрокатчики 20 стран мира, позволил режиссёру основать собственную продюсерскую компанию «Centropolis Films».

### Голливуд
После относительного успеха англоязычного фильма «Джоуи (Вступая в контакт)» (1985, о подростке, вступавшем в контакт со своим мёртвым отцом), частично снятого на американские деньги, Эммерих перебирается в Голливуд. Здесь он снимает пастиш на фильмы Спилберга «Голливудские монстры» (англ. Hollywood-Monster) о привидениях, населяющих старый дом в районе Голливудских холмов, и фантастический боевик «Луна-44» — о космической колонии преступников.

### «Универсальный солдат»
Фильм «Универсальный солдат» (1992) ознаменовал начало долголетнего сотрудничества Эммериха с голливудским продюсером Дином Девлином. Сюжет фильма разворачивается вокруг солдат армии США, погибших во время сражений во Вьетнаме. Их тела используют в сверхсекретной программе по созданию суперсолдат для борьбы с современным терроризмом. Как и фильм «Робот-полицейский» Пола Верховена на сходный сюжет, фильм «Универсальный солдат» имел значительный успех в прокате (при затратах в 20 млн $ только в США фильм окупился более чем в пять раз) и породил целую серию фильмов-продолжений.

### «Звёздные врата»
Первым крупным совместным проектом Эммериха и Девлина стала лента «Звёздные врата» (1994). Одна из лучших работ режиссёра, послужившая отправной точкой для целого направления в кинематографе. Сюжет излагает альтернативную версию возникновения культуры древнего Египта. Некое существо по имени Ра, путешествуя в одиночестве по космосу, находит планету с разумной жизнью. Овладев телом одного из примитивных древних людей, инопланетный паразит обретает бессмертие. Но за всё нужно платить. Для поддержания своей жизни он основывает колонию из людей, которых обнаружил — но уже на другой планете. Там люди-рабы добывают невероятно редкий минерал, благодаря которому их божество способно питать свои силы. Но люди, оставшиеся на Земле, поднимают бунт, и в результате аппарат, переносивший сверхсущество между мирами, оказывается погребённым в песках, где его благополучно обнаруживает британская экспедиция в 1928 году. Позднее сюжет получил развитие в нескольких сезонах одноимённого сериала.

### «День независимости»
В фильме «День независимости» (1996) Эммериху удалось переплавить элементы трэш-фильмов 1950-х годов о пришельцах и фильмов-катастроф 1970-х в широкомасштабное поп-зрелище 1990-х. Эммерих и Девлин решили выпустить «День независимости» накануне 4 июля 1996 года — это дата, когда начинают разворачиваться основные события фильма: безжалостное уничтожение инопланетянами Земли. Гигантские — размером с город — летающие тарелки зловеще зависают над столицами мира. По невидимому сигналу пришельцы начинают свою атаку — один за другим испепелены небесным огнём Париж, Москва, Лондон, Нью-Йорк, Лос-Анджелес и Вашингтон. Первая половина фильма наполнена апокалиптическими сценами мировой катастрофы, режиссёр нагнетает атмосферу страха. Но впечатляющее мрачное начало сменяется радостными картинами спасения: чудом оставшиеся в живых персонажи учёного Джеффа Голдблюма, президента США Билла Пуллмана, лётчика Уилла Смита спасают человечество от неминуемой гибели. Несмотря на то, что в фильме не было больших голливудских звёзд, успех фильма был феноменальным. В первые два дня лента собрала свой семидесятимиллионный бюджет, а к четвёртому дню проката имела в своей кассе уже $120 млн. В итоге фильм в одной только Америке собрал в прокате более $300 млн, а по всему миру — $817 млн.

### «Годзилла»
В 1998 году Эммерих попытался повторить успех «Дня независимости», перенеся на американскую почву культовую японскую историю о радиоактивном монстре Годзилле. В японской версии монстр появляется после бомбардировки американцами Хиросимы, но «Годзилла» Эммериха — это порождение ядерных испытаний во Французской Полинезии. Годзилла выходит из океана и торопится в Нью-Йорк, где его, конечно, совсем не ждут. На борьбу с диковинным чудовищем поднимаются зоолог (Мэтью Бродерик), французский разведчик (Жан Рено) и Военно-воздушные силы США.

### «Патриот»
Летом 2000 года Эммерих и Девлин выпускают на экраны батальную драму «Патриот». Главную роль в фильме из времён борьбы США за независимость от Британской короны сыграл Мел Гибсон. Сценаристом фильма выступил Роберт Родэт, незадолго до «Патриота» прогремевший сценарием к фильму Стивена Спилберга «Спасти рядового Райана». «Патриот» вдохновлён фильмом Гибсона «Храброе сердце» и основан на биографии американского героя Фрэнсиса Мэриона. Точность воссоздания исторических деталей должны были гарантировать университетские историки, приглашённые на съёмки в качестве консультантов.

### «Послезавтра»
Фильм Эммериха «Послезавтра» (2004) вновь варьирует излюбленные темы режиссёра. Фильм представляет собой квинтэссенцию эммериховской манеры, в нём есть всё то, что так полюбилось зрителям: грандиозные картины разрушения Америки («День независимости», «Годзилла») соединяются с темой потери и обретения отца («Патриот», «Джоуи»), а мелодраматические сюжетные ходы — с политической злободневностью и заботой об экологической обстановке. Фильм был вдохновлён многочисленными научными и научно-популярными публикациями в американских журналах, посвящёнными опасности наступления нового ледникового периода в результате нарушения озонового слоя Земли. После событий 11 сентября 2001 года Эммерих опасался, что весьма подробные сцены разрушения американских городов природной стихией вызовут отторжение у чувствительной публики, но он ошибался: фильм был с восторгом принят публикой (но в очередной раз разгромлен критикой) и, кроме прочего, использовался, благодаря своей «научной основе» и правдоподобному, по мнению специалистов, изображению последствий экологической катастрофы — глобального потепления, экологическими активистами, а также Демократической партией США в качестве аргумента в борьбе за присоединение США к Киотскому протоколу.

### «10 000 лет до нашей эры»
В 2008 году вышел новый фильм Эммериха «10 000 лет до нашей эры», продолжающий традицию псевдоисторического блокбастера. Фильм рассказывает про охотников на мамонтов. Одну из главных ролей играет восходящая голливудская звезда Камилла Белль.

### «2012»
12 ноября 2009 года состоялась премьера очередного фильма-катастрофы от Роланда Эммериха — «2012». Сюжетом к нему послужила очередная вариация на тему глобальной катастрофы.
В основу названия фильма заложена дата 21 декабря или 23 декабря 2012 года, игравшая определённую роль в календаре майя, согласно которому в этот период должен был случиться Конец Света.

### «Аноним»
«Аноним» (англ. Anonymous) — исторический фильм, посвящённый так называемому шекспировскому вопросу. В главных ролях — Рис Иванс и Ванесса Редгрейв. Премьера состоялась 11 сентября 2011 года.

### «Штурм Белого дома»
В 2013 году состоялась премьера фильма «Штурм Белого дома». Это фильм о том, как офицер полиции Капитолия США пытается спасти свою дочь и президента Соединённых Штатов во время теракта в Белом доме. Главные роли сыграли Ченнинг Татум, Джейми Фокс и Джеймс Вудс.

## Личность
Режиссёр является открытым геем. Он активно занимается благотворительностью: жертвует деньги на поддержку кинематографа, затрагивающего проблемы ЛГБТ, участвует в программах, поддерживающих женщин из стран третьего мира.

## Фильмография

### Кинематограф
| Год  | Фильм                           | Режиссёр | Продюсер   | Исполнительный продюсер | Сценарист | Примечания                                     |
| ---- | ------------------------------- | -------- | ---------- | ----------------------- | --------- | ---------------------------------------------- |
| 1979 | Дикая вдова                     | Да       |            |                         |           | Короткометражный; также художник-постановщик   |
| 1979 | Францман                        | Да       |            |                         | Да        | Также монтажёр                                 |
| 1984 | Бегство во Вселенную            | Да       | Сопродюсер |                         | Да        |                                                |
| 1985 | Вступая в контакт               | Да       | Сопродюсер |                         | Да        | Также создатель спецэффектов и второй оператор |
| 1987 | Голливудский монстр             | Да       |            |                         | Да        |                                                |
| 1990 | Луна-44                         | Да       | Да         |                         | Сюжет     |                                                |
| 1991 | Центр урагана                   |          |            | Да                      |           |                                                |
| 1992 | Универсальный солдат            | Да       |            |                         |           |                                                |
| 1994 | Небесный крестовый поход        |          | Да         |                         |           |                                                |
| 1994 | Звёздные врата                  | Да       |            |                         | Да        |                                                |
| 1996 | День независимости              | Да       |            | Да                      | Да        |                                                |
| 1998 | Годзилла                        | Да       |            | Да                      | Да        |                                                |
| 1999 | Тринадцатый этаж                |          | Да         |                         |           |                                                |
| 2000 | Патриот                         | Да       |            | Да                      |           |                                                |
| 2002 | Атака пауков                    |          |            | Да                      |           |                                                |
| 2004 | Послезавтра                     | Да       | Да         |                         | Да        |                                                |
| 2007 | Рабство                         |          | Да         |                         |           |                                                |
| 2008 | 10 000 лет до нашей эры         | Да       | Да         |                         | Да        |                                                |
| 2009 | Ширли Адамс                     |          |            | Да                      |           |                                                |
| 2009 | 2012                            | Да       |            | Да                      | Да        |                                                |
| 2011 | 2016: Конец ночи                |          |            | Да                      |           |                                                |
| 2011 | Аноним                          | Да       | Да         |                         |           |                                                |
| 2012 | Последняя воля и завещание      |          |            | Да                      |           | Документальный                                 |
| 2013 | Штурм Белого дома               | Да       | Да         |                         |           |                                                |
| 2014 | 35 коров и автомат Калашникова  |          |            | Да                      |           | Документальный                                 |
| 2014 | Очень скоро                     |          |            | Да                      |           |                                                |
| 2015 | Стоунволл                       | Да       | Да         |                         |           |                                                |
| 2016 | День независимости: Возрождение | Да       | Да         |                         | Да        |                                                |
| 2019 | Мидуэй                          | Да       | Да         |                         |           |                                                |
| 2021 | Чужая земля (Приливы)           |          |            | Да                      |           |                                                |
| 2022 | Падение Луны                    | Да       | Да         |                         | Да        |                                                |
| 2022 | Волшебная флейта                |          | Да         |                         |           |                                                |
| TBA  | Майя Лорд                       | Да       | Да         |                         |           |                                                |
| TBA  | Звёздные врата                  | Да       |            |                         |           |                                                |

### Телевидение
| Год(ы)    | Название            | Режиссёр | Исполнительный продюсер | Сценарист      | Примечания |
| --------- | ------------------- | -------- | ----------------------- | -------------- | --- |
| 1980      | Альт-саксофон       |          |                         | Да             | Телефильм; также камео                                                                                           |
| 1997-1998 | Визитер             |          | Да                      | Создатель / Да | Создатель и исполнительный продюсер 13-ти эпизодов Сценарист эпизода «Пилот» Автор сюжета эпизода «Страх полёта» |
| 1998-2001 | Годзилла            |          | Да                      |                | 40 эпизодов |
| 2012      | Тёмная лошадка      | Да       | Да                      | Да             | Телефильм |
| 2024      | Обречённые на славу | Да       | Да                      |                | 5 эпизодов |